# Butan (miejscowość)
Butan (bułg. Бутан) – wieś w Bułgarii, w obwodzie Wraca, w gminie Kozłoduj. Według danych szacunkowych Ujednoliconego Systemu Ewidencji Ludności oraz Usług Administracyjnych dla Ludności, 15 września 2023 roku miejscowość liczyła 2760 mieszkańców.

## Historia
Pierwsze wzmianki znajdują się w muzułmańskim inwentarzu w kaazie Czibyr z 1483 roku, gdzie wieś nazwana była Butanofcze. Na początku lat 40. XX w. dokonano komasacji gruntów wsi i zmniejszenia liczby dóbr rolnych z 8534 do 1857. Latem 1950 r., podczas kolektywizacji Bułgarii, ponad 200 mieszkańców wsi podejmowało bezskuteczne próby opuszczenia utworzonego nieco wcześniej spółdzielczego gospodarstwa rolnego; odbywały się także kobiece demonstracje przeciwko kolektywizacji. Przewodniczący Związku Represjonowanych Iwan Stanczow, wspomina wieś Butan w książce o ofiarach komunizmu. Według niej w pierwszych dniach 9 września 1944 r. oddział partyzantów, schodzący z gór, zamordowali ponad stu okolicznych mieszkańców. 26 osób zginęło w wiejskiej stodole; resztę ofiar odnaleziono w mogile.

## Osoby związane z miejscowością

### Urodzeni
- Cwjatko Dimczewski (1909–1991) – bułgarski malarz
- Iwan Kopczew (1915–1980) – bułgarski generał, lekarz
- Petyr Panczewski (1902–1982) – bułgarski sowiecki generał major
- Nastenka Todorowa (1949) – bułgarska tkaczka, bohaterka socjalistycznej pracy Bułgarii